# コロニア (古代ローマ)
コロニア（ラテン語: Colonia または Colonia Romana）とは、古代ローマの植民都市のこと。コローニアや、日本語で植民市と表記することもある。

## 概要
新たに征服した地域や辺境の防衛と安定化のため、経済的・社会的目的のため、ローマ人が入植するために造られた辺境の植民都市のことを指す。共和政期から帝政期を通じ、ローマの威光を示すためや増えた人口を移住させるため、また、退役軍人の職を確保し移住させるためにも設けられた。植民市にはローマ植民市とラテン植民市があり、前者はローマ市民が移民し住民は引き続きローマ市民権を保持し続けた。後者はローマ市民およびラテン人が移住したが住民はローマ市民権を持つことは出来なかった。紀元前91年の同盟市戦争の結果、当時の執政官ルキウス・ユリウス・カエサルが制定したユリウス市民権法により、イタリアの自由民全て(ラテン市民権保有者）がローマ市民権を得たため、イタリアにおける両者の区別は消滅した。コロニアは法、平民会議決、元老院議決によってのみ新たに造ることができた。
共和政ローマ期には多くの都市の法的区分が作られたが、帝政ローマになり区分が整理され、自治市（自由市）、同盟市、植民市などの地位に集約された。また、それらの範疇に入らない外国人の都市もあった。
「自治市」はローマから自治を認められ、兵の駐屯や納税の義務が免除され事実上独立した都市をいう。ローマと条約を結び「同盟市」となる都市もあった。同盟市には軍役・納税の義務が課されたことが、自治市との大きな違いであった。自治市とともに、ローマ市民権は与えられていなかった。これらの区分の中では、「植民市」が最も価値のある地位であった。植民市は新たに創設される以外にも、自治市や同盟市から昇格して植民市になる例もあった。逆に植民市が降格したり、都市が消滅することも珍しくなかったという。

## 統治機構
イタリアや西方ではローマの国制にならい、一年制の「公職者」、公職者を選挙する「民会」、「都市参事会」が置かれていた。公職者（政務官）は6名で、その内訳は二人官（執政官）、按察官（造営官）2名、財務官2名という例が多かった。公職者は法律や規則を定めるとともに、都市参事会を招集し議案を提案したり、議事の報告を受けた。都市参事会員は公職者経験者が充てられ定員は数十名から百名程度であった。
ギリシアの都市が起源のところでは、アテネやスパルタの制度が存続している場合もあり、公職、民会（エレクシア）、評議会（ブレ）等が置かれた。公職にはアルコン、将軍（ストラテゴス）、市場監督者（アゴラノモス）、書記、競技会長、体育場長などがあった。

## 古代ローマ初期のコロニア
帝政ローマ初期の歴史家リウィウスによれば、最初に造られたコロニアはローマから5km北のアンティムナエと21km北東のクルストゥメリウムであり、紀元前752年のことだという。
そのほか、古代ローマ初期に造られたコロニアとしては、紀元前6世紀に設けられたシグニア（現 セーニ）、紀元前5世紀に設けられたウェリトラエ（現 ヴェッレトリ）やノルバ、紀元前4世紀に設けられたオスティアやアンティウム（現 アンツィオ）、タラキナ（現 テッラチーナ）などである。これらのコロニアは、ポエニ戦争が終結する頃まではローマ支配域の境界を防衛するための軍事基地の色彩が強いものであった。
コロニアにはローマ市民権を持った市民が暮らすものと、ラテン市民権を持った市民が暮らすものがあった。前者は、ローマに近い海岸線に近い小さな町の場合が多く、せいぜい300家族が暮らす程度のものであった。
ローマの支配域が飛躍的に拡大したウェイイ併合からグラックス兄弟の改革前までの期間（紀元前393年から前134年まで）を、紀元前269年で前期と後期に分けてローマ植民市とラテン植民市についての新たに造られた植民都市数と人口を比較すると、前期のラテン植民市は19箇所（約83,500人）でローマ植民市は7箇所（約2,100人）。後期のラテン植民市は7箇所（約31,300人）、ローマ植民市が22箇所（約16,800人）となっている。なお、ラテン植民市1箇所の人口平均は前期・後期ともに約3,500人、ローマ植民市1箇所は紀元前184年までは300人、それ以降は2000人の大規模植民であった。

## コロニアの例
| コロニア名                                                                           | 属州                           | 現代都市名                     | 現代国名     | 創設年／創設者                                       |
| ------------------------------------------------------------------------------------ | ------------------------------ | ------------------------------ | ------------ | ---------------------------------------------------- |
| コロニア・ユリア・パーテルナ ・アレラテンシス・セクタンノールム                      | ガリア・ナルボネンシス         | アルル                         | フランス     | 紀元前45年／カエサル                                 |
| シンギドゥヌム                                                                       | モエシア・スペリオル           | ベオグラード                   | セルビア     | 紀元前75年 - 前29年                                  |
| コロニア・ユリア・カルタゴ                                                           | アフリカ                       | チュニス                       | チュニジア   | 紀元前45年／カエサル、アウグストゥス帝               |
| アウグスタ・トレヴェロールム                                                         | ゲルマニア・スペリオル         | トリーア                       | ドイツ       | クラウディウス帝                                     |
| コロニア・クラウディア ・ヴィクトリケンシス・カムロドゥムナム                        | ブリタンニア                   | コルチェスター                 | イギリス     | 49年／クラウディウス帝                               |
| コロニア・クラウディア ・アラ・アグリッピネンシウム                                  | ゲルマニア・インフェリオル     | ケルン                         | ドイツ       | 50年／クラウディウス帝                               |
| コロニア・アエリア ・カピトリナ・ヒエロソロマ                                        | ユダヤ                         | エルサレム                     | イスラエル   | 2世紀／ハドリアヌス帝                                |
| リンドゥム・コロニア                                                                 | ブリタンニア                   | リンカン                       | イギリス     | 71年／ドミティアヌス帝                               |
| コロニア・ユリア・パーテルナ ・クラウディウス・ナルボ ・マルティウス・デクマノールム | ガリア・ナルボネンシス         | ナルボンヌ                     | フランス     | 紀元前118年／ルキウス ・ドミティウス・アヘノバルブス |
| コロニア・アウグスタ ・アカイア・パトレンシス                                        | アカエア                       | パトラ                         | ギリシャ     | 紀元前1世紀／アウグストゥス帝                        |
| コロニア                                                                             | ビテュニア及びポントゥス       | シェビンカラヒサル             | トルコ       | 紀元前1世紀／グナエウス・ポンペイウス                |
| コロニア・シティフィス                                                               | マウレタニア・カエサリエンシス | セティフ                       | アルジェリア | 1世紀                                                |
| エボラクム                                                                           | ブリタンニア                   | ヨーク                         | イギリス     | カラカラ帝                                           |
| コロニア・アウグスタ・エメルタ                                                       | ルシタニア                     | メリダ                         | スペイン     | 紀元前25年／アウグストゥス帝                         |
| コロニア・ウルピア ・トライアナ・サルミゼゲトゥサ                                    | ダキア                         | サルミゼゲトゥサ               | ルーマニア   | トラヤヌス帝                                         |
| アプルム                                                                             | ダキア                         | アルバ・ユリア                 | ルーマニア   | コンモドゥス帝                                       |
| ナポカ                                                                               | ダキア                         | クルジュ＝ナポカ               | ルーマニア   | コンモドゥス帝                                       |
| ドロベタ                                                                             | ダキア                         | ドロベタ＝トゥルヌ・セヴェリン | ルーマニア   | セプティミウス・セウェルス帝                         |